# Milan Jevtović
Milan Jevtović (in serbo Милан Јевтовић?; Čačak, 13 giugno 1993) è un calciatore serbo, centrocampista svincolato.

## Carriera
Ha cominciato la carriera con la maglia del Borac Čačak, formazione all'epoca militante nella Prva Liga. Ha esordito in squadra in data 11 agosto 2012, schierato titolare nella vittoria casalinga per 1-0 contro il OFK Belgrado. L'anno successivo, la squadra ha guadagnato la promozione nella Superliga.
Il 9 agosto 2014, quindi, ha debuttato nella massima divisione locale, schierato titolare nella vittoria interna per 2-0 sul Donji Srem. Il 25 aprile 2015 ha segnato il primo gol nella Superliga, nel successo per 1-3 sul campo del Vojvodina.
Successivamente, è stato tesserato dagli austriaci del LASK, che lo ha prestato nuovamente al Borac Čačak, dov'è rimasto fino alla fine del 2015. Complessivamente, in campionato, ha totalizzato 84 presenze e 10 reti in squadra.
Il 7 gennaio 2016, Jevtović è stato tesserato dai norvegesi del Bodø/Glimt, in prestito dal LASK Linz. Ha esordito in Eliteserien in data 13 marzo, quando è subentrato a Martin Wiig nella vittoria per 2-0 sul Sogndal, gara in cui ha trovato la prima rete nella massima divisione locale. È rimasto in squadra fino al mese di agosto, totalizzando 23 presenze e 8 reti tra tutte le competizioni.
Il 19 agosto 2016, i turchi dell'Antalyaspor hanno presentato ufficialmente Jevtović come nuovo acquisto, col giocatore che ha firmato un contratto quadriennale. Ha esordito in Süper Lig il 26 agosto, sostituendo Zeki Yıldırım nella sconfitta per 2-1 maturata sul campo dell'Alanyaspor. Rimasto in squadra fino al successivo mese di gennaio, ha totalizzato 8 presenze tra campionato e coppa.
Il 7 gennaio 2017, Jevtović è passato in prestito al Rosenborg, fino al successivo mese di agosto: il calciatore serbo ha scelto la maglia numero 26. Il 4 agosto, Rosenborg ed Antalyaspor hanno trovato un accordo per prolungare il prestito del calciatore fino al termine della stagione norvegese.
Tornato all'Antalyaspor, in seguito ha vestito le maglie di Stella Rossa, APOEL e Aarhus.
Il 31 agosto 2021 è stato reso noto il suo ritorno in Norvegia, all'Odd: ha firmato un contratto triennale con il nuovo club.

## Statistiche

### Presenze e reti nei club
Statistiche aggiornate al 1º luglio 2023.
| Stagione            | Club                | Campionato          | Campionato | Campionato | Coppe nazionali | Coppe nazionali | Coppe nazionali | Coppe continentali | Coppe continentali | Coppe continentali | Supercoppe | Supercoppe | Supercoppe | Totale | Totale |
| Stagione            | Club                | Comp                | Pres       | Reti       | Comp            | Pres            | Reti            | Comp               | Pres               | Reti               | Comp       | Pres       | Reti       | Pres   | Reti   |
| ------------------- | ------------------- | ------------------- | ---------- | ---------- | --------------- | --------------- | --------------- | ------------------ | ------------------ | ------------------ | ---------- | ---------- | ---------- | ------ | ------ |
| 2012-2013           | Borac Čačak         | PL                  | 16         | 0          | CS              | 3               | 1               | -                  | -                  | -                  | -          | -          | -          | 19     | 1      |
| 2013-2014           | Borac Čačak         | PL                  | 25         | 4          | CS              | 2               | 0               | -                  | -                  | -                  | -          | -          | -          | 27     | 4      |
| 2014-2015           | Borac Čačak         | SL                  | 22         | 1          | CS              | 1               | 0               | -                  | -                  | -                  | -          | -          | -          | 23     | 1      |
| 2015-gen. 2016      | Borac Čačak         | SL                  | 21         | 5          | CS              | 2               | 1               | -                  | -                  | -                  | -          | -          | -          | 23     | 6      |
| Totale Borac Čačak  | Totale Borac Čačak  | Totale Borac Čačak  | 84         | 10         |                 | 8               | 2               |                    | -                  | -                  |            | -          | -          | 92     | 12     |
| gen.-ago. 2016      | Bodø/Glimt          | ES                  | 20         | 6          | CN              | 3               | 2               | -                  | -                  | -                  | -          | -          | -          | 23     | 8      |
| 2016-gen. 2017      | Antalyaspor         | SL                  | 7          | 0          | CT              | 1               | 0               | -                  | -                  | -                  | -          | -          | -          | 8      | 0      |
| 2017                | Rosenborg           | ES                  | 25         | 9          | CN              | 5               | 3               | UCL+UEL            | 4+6                | 0                  | SN         | 1          | 1          | 41     | 12     |
| gen.-giu. 2018      | Antalyaspor         | SL                  | 12         | 1          | CT              | -               | -               | -                  | -                  | -                  | -          | -          | -          | 12     | 1      |
| Totale Antalyaspor  | Totale Antalyaspor  | Totale Antalyaspor  | 19         | 1          |                 | 1               | 0               |                    | -                  | -                  |            | -          | -          | 20     | 1      |
| 2018-2019           | Stella Rossa        | SL                  | 10         | 4          | CS              | 1               | 0               | UCL                | 2                  | 0                  | -          | -          | -          | 13     | 4      |
| 2019-gen. 2020      | Stella Rossa        | SL                  | 6          | 2          | CS              | 2               | 0               | UCL                | 3                  | 0                  | -          | -          | -          | 11     | 2      |
| Totale Stella Rossa | Totale Stella Rossa | Totale Stella Rossa | 16         | 6          |                 | 3               | 0               |                    | 5                  | 0                  |            | -          | -          | 24     | 6      |
| gen.-giu. 2020      | APOEL               | A                   | 6          | 0          | CC              | 2               | 0               | -                  | -                  | -                  | -          | -          | -          | 8      | 0      |
| 2020-2021           | Aarhus              | SL                  | 15         | 0          | CD              | 5               | 0               | -                  | -                  | -                  | -          | -          | -          | 20     | 0      |
| lug.-ago. 2021      | Aarhus              | SL                  | 1          | 0          | CD              | 0               | 0               | UECL               | 1                  | 0                  | -          | -          | -          | 2      | 0      |
| Totale Aarhus       | Totale Aarhus       | Totale Aarhus       | 16         | 0          |                 | 5               | 0               |                    | 1                  | 0                  |            | -          | -          | 22     | 0      |
| ago.-dic. 2021      | Odd                 | ES                  | 11         | 0          | CN              | 2               | 1               | -                  | -                  | -                  | -          | -          | -          | 13     | 1      |
| 2022                | Odd                 | ES                  | 29         | 10         | CN              | 4               | 1               | -                  | -                  | -                  | -          | -          | -          | 33     | 11     |
| gen.-lug. 2023      | Odd                 | ES                  | 10         | 1          | CN              | 3               | 4               | -                  | -                  | -                  | -          | -          | -          | 13     | 5      |
| Totale Odd          | Totale Odd          | Totale Odd          | 50         | 11         |                 | 9               | 6               |                    | -                  | -                  |            | -          | -          | 59     | 17     |
| lug.-dic. 2023      | Hà Nội              | VL1                 | 0          | 0          | CV              | 0               | 0               | -                  | -                  | -                  | -          | -          | -          | 0      | 0      |
| Totale carriera     | Totale carriera     | Totale carriera     | 236        | 43         |                 | 36              | 13              |                    | 16                 | 0                  |            | 1          | 1          | 289    | 57     |

## Palmarès

### Competizioni nazionali
- Supercoppa di Norvegia: 1

Rosenborg: 2017
- Campionato norvegese: 1

Rosenborg: 2017
- Campionato serbo: 1

Stella Rossa: 2018-2019